# Verein für Rasensport OLI Bürstadt 1910 1979-1980
Questa voce raccoglie le informazioni riguardanti il Verein für Rasensport OLI Bürstadt 1910 nelle competizioni ufficiali della stagione 1979-1980.

## Stagione
Nella stagione 1979-1980 il VfR Burstadt, allenato da Herbert Dörenberg, concluse il campionato di 2. Bundesliga al 14º posto.

## Rosa
| N. |                     | Ruolo | Calciatore        |
| -- | ------------------- | ----- | ----------------- |
|    | Germania (bandiera) | P     | Manfred Neuwinger |
|    | Germania (bandiera) | P     | Norbert Sauer     |
|    | Germania (bandiera) | D     | Otto Frey         |
|    | Germania (bandiera) | D     | Reinhard Grimm    |
|    | Germania (bandiera) | D     | Peter Löhr        |
|    | Germania (bandiera) | D     | Franz Ludwig      |
|    | Germania (bandiera) | D     | Hermann Luy       |
|    | Germania (bandiera) | D     | Klaus Nathmann    |
|    | Germania (bandiera) | D     | Willi Reuter      |
|    | Germania (bandiera) | D     | Michael Vetter    |
|    | Germania (bandiera) | C     | Manfred Allig     |

| N. |                     | Ruolo | Calciatore        |
| -- | ------------------- | ----- | ----------------- |
|    | Germania (bandiera) | C     | Karl-Heinz Humm   |
|    | Germania (bandiera) | C     | Eugen Hupp        |
|    | Germania (bandiera) | C     | Rainer Lange      |
|    | Germania (bandiera) | C     | Guido Stetter     |
|    | Germania (bandiera) | A     | Rainer Graf       |
|    | Germania (bandiera) | A     | Hans-Otto Jordan  |
|    | Germania (bandiera) | A     | Rudi Kappes       |
|    | Germania (bandiera) | A     | Gerhard Rohatsch  |
|    | Germania (bandiera) | A     | Horst Schauß      |
|    | Germania (bandiera) | A     | Erich Schmiedl    |
|    | Germania (bandiera) | A     | Karl-Heinz Walter |

## Organigramma societario
Area tecnica
- Allenatore: Herbert Dörenberg, Lothar Kleim
- Allenatore in seconda:
- Preparatore dei portieri:
- Preparatori atletici:

## Calciomercato

### Sessione estiva
| Acquisti | Acquisti         | Acquisti             | Acquisti |
| R.       | Nome             | da                   | Modalità |
| -------- | ---------------- | -------------------- | -------- |
| D        | Otto Frey        | Darmstadt            |          |
| A        | Rudi Kappes      | Saarbrücken          |          |
| D        | Hermann Luy      | Hanau                |          |
| D        | Willi Reuter     | Alemannia Aquisgrana |          |
| A        | Gerhard Rohatsch | Hessen Kassel        |          |
| P        | Norbert Sauer    | Saarbrücken          |          |

| Cessioni | Cessioni         | Cessioni       | Cessioni |
| R.       | Nome             | a              | Modalità |
| -------- | ---------------- | -------------- | -------- |
| A        | Hans-Otto Jordan | Norimberga     |          |
| D        | Jürgen Strack    | Monaco 1860    |          |
| C        | Timo Zahnleiter  | Wormatia Worms |          |

### Sessione invernale
| Acquisti | Acquisti | Acquisti | Acquisti |
| R.       | Nome     | da       | Modalità |
| -------- | -------- | -------- | -------- |

| Cessioni | Cessioni | Cessioni | Cessioni |
| R.       | Nome     | a        | Modalità |
| -------- | -------- | -------- | -------- |

## Risultati

### 2. Bundesliga

#### Girone di andata
| Arbitro: | Ferro |

|  |           |               |
|  | Marcatori | 45’ Bernecker |

| Arbitro: | Huster |

|                                         |           |  |
| Karow 11’ Bechtold 54’ (rig.) Weber 89’ | Marcatori |  |

| Arbitro: | Dellwing |

|           |           |                                          |
| Lange 65’ | Marcatori | 72’ Klein 77’, 90’ Hofmann 90’ Schneider |

| Arbitro: | Ulm |

|                               |           |                       |
| Oberacher 13’ Lieberwirth 40’ | Marcatori | 62’ Stetter 88’ Lange |

| Arbitro: | Brehm |

|  |           |               |
|  | Marcatori | 62’, 74’ Heck |

| Arbitro: | Gschwender |

|                                                     |           |                                   |
| Zahn 43’ Seubert 63’ (rig.) Schulz 66’ Ettmayer 86’ | Marcatori | 65’, 89’ Lange 74’ Luy 76’ Walter |

| 8 settembre 1979 7ª giornata |  | – Turno di riposo |  |  |

| Arbitro: | Sahner |

|                  |           |                               |
| Michelberger 33’ | Marcatori | 12’ Walter 55’ Lange 90’ Löhr |

| Arbitro: | Wilhelmi |

|                                        |           |  |
| Weiß 20’ Schmitt 24’ Groppe 41’ (rig.) | Marcatori |  |

| Arbitro: | Ermer |

|                        |           |                                     |
| Walter 7’ Rohatsch 50’ | Marcatori | 27’ Stichler 47’, 63’, 80’ Allgöwer |

| Arbitro: | Schmidhuber |

|                         |           |  |
| Trenkel 65’, 75’ (rig.) | Marcatori |  |

| Arbitro: | Ulm |

|                             |           |              |
| Ruhs 33’, 90’ Killmaier 40’ | Marcatori | 90’ Rohatsch |

| Arbitro: | Tritschler |

|                        |           |  |
| Stetter 28’ Walter 60’ | Marcatori |  |

| Arbitro: | Gaus |

|                    |           |                       |
| Grünewald 47’, 49’ | Marcatori | 25’ Walter 73’ Kappes |

| Arbitro: | Regneri |

|              |           |  |
| Rohatsch 90’ | Marcatori |  |

| Arbitro: | Ferro |

|                                            |           |  |
| Kirschner 32’ (rig.), 66’ (rig.) Bulut 62’ | Marcatori |  |

| Arbitro: | Kinzinger |

|                             |           |            |
| Stetter 16’ Jordan 24’, 43’ | Marcatori | 54’ Piroth |

| Arbitro: | Correll |

|                 |           |  |
| Tochtermann 54’ | Marcatori |  |

| Arbitro: | Föckler |

|                          |           |                     |
| Stetter 12’ Rohatsch 61’ | Marcatori | 9’ Demange 86’ Grau |

| Arbitro: | Theobald |

|  |           |            |
|  | Marcatori | 64’ Schauß |

| Arbitro: | Kuhn |

|                                        |           |  |
| Jordan 3’, 26’, 60’ (rig.) Stetter 85’ | Marcatori |  |

#### Girone di ritorno
| Arbitro: | Joos |

|              |           |            |
| Krostina 56’ | Marcatori | 18’ Walter |

| Arbitro: | Pickard |

|  |           |                      |
|  | Marcatori | 38’ Karow 57’ Collet |

| Arbitro: | Brehm |

|  |           |                      |
|  | Marcatori | 40’ (aut.) Schneider |

| Arbitro: | Engel |

|           |           |                                   |
| Schauß 8’ | Marcatori | 2’ Hintermaier 16’, 45’ Oberacher |

| Arbitro: | Dellwing |

|  |           |                              |
|  | Marcatori | 58’ Frey 84’ Jordan 87’ Löhr |

| Arbitro: | Ermer |

|  |           |           |
|  | Marcatori | 80’ Marek |

| 8 marzo 1980 28ª giornata |  | – Turno di riposo |  |  |

| Arbitro: | Dölfel |

|                                        |           |                          |
| Brinsa 7’ (aut.) Walter 39’ Ludwig 73’ | Marcatori | 22’ Đorđević 25’ Müllner |

| Arbitro: | Sahner |

|            |           |             |
| Stetter 3’ | Marcatori | 83’ Fürhoff |

| Arbitro: | Vielsack |

|                                                |           |  |
| Grimm 1’ (aut.) Steinkirchner 22’ Allgöwer 23’ | Marcatori |  |

| Arbitro: | Linn |

|            |           |                              |
| Ludwig 66’ | Marcatori | 4’ Groß 10’ Struth 49’ Busch |

| Arbitro: | Michel |

|            |           |            |
| Szupak 88’ | Marcatori | 90’ Ludwig |

| Arbitro: | Aulenbacher |

|                       |           |  |
| Stetter 37’ Lange 67’ | Marcatori |  |

| Arbitro: | Joos |

|                         |           |                               |
| Größler 30’ Brendel 65’ | Marcatori | 55’ (aut.) Brendel 89’ Schauß |

| Arbitro: | Hontheim |

|              |           |           |
| Rohatsch 51’ | Marcatori | 43’ Domes |

| Arbitro: | Schmidhuber |

|          |           |                       |
| Emig 45’ | Marcatori | 79’ Nathmann 90’ Hupp |

| Arbitro: | Clajus |

|            |           |                     |
| Kappes 84’ | Marcatori | 83’ (rig.) Bergmann |

| Arbitro: | Wilhelmi |

|             |           |                                |
| Vollmer 45’ | Marcatori | 50’ Stetter 70’ Hupp 80’ Lange |

| Arbitro: | Glaw |

|                    |           |                                                 |
| Stetter 29’ (rig.) | Marcatori | 3’ (aut.) Vetter 8’, 62’ Schüler 31’, 89’ Reich |

| Arbitro: | Dellwing |

|           |           |            |
| Gruler 2’ | Marcatori | 16’ Walter |

| Arbitro: | Scheffner |

|                                          |           |            |
| Walter 18’, 75’, 82’ Nathmann 90’ (rig.) | Marcatori | 60’ Kammer |

## Statistiche

### Statistiche di squadra
| Competizione  | Punti | In casa | In casa | In casa | In casa | In casa | In casa | In trasferta | In trasferta | In trasferta | In trasferta | In trasferta | In trasferta | Totale | Totale | Totale | Totale | Totale | Totale | DR  |
| Competizione  | Punti | G       | V       | N       | P       | Gf      | Gs      | G            | V            | N            | P            | Gf           | Gs           | G      | V      | N      | P      | Gf     | Gs     | DR  |
| ------------- | ----- | ------- | ------- | ------- | ------- | ------- | ------- | ------------ | ------------ | ------------ | ------------ | ------------ | ------------ | ------ | ------ | ------ | ------ | ------ | ------ | --- |
| 2. Bundesliga | 37    | 20      | 7       | 4       | 9       | 30      | 34      | 20           | 6            | 7            | 7            | 27           | 34           | 40     | 13     | 11     | 16     | 57     | 68     | -11 |
| Totale        | 37    | 20      | 7       | 4       | 9       | 30      | 34      | 20           | 6            | 7            | 7            | 27           | 34           | 40     | 13     | 11     | 16     | 57     | 68     | -11 |

### Andamento in campionato
| Giornata  | 1  | 2  | 3  | 4  | 5  | 6  | 7  | 8  | 9  | 10 | 11 | 12 | 13 | 14 | 15 | 16 | 17 | 18 | 19 | 20 | 21 | 22 | 23 | 24 | 25 | 26 | 27 | 28 | 29 | 30 | 31 | 32 | 33 | 34 | 35 | 36 | 37 | 38 | 39 | 40 | 41 | 42 |
| --------- | -- | -- | -- | -- | -- | -- | -- | -- | -- | -- | -- | -- | -- | -- | -- | -- | -- | -- | -- | -- | -- | -- | -- | -- | -- | -- | -- | -- | -- | -- | -- | -- | -- | -- | -- | -- | -- | -- | -- | -- | -- | -- |
| Luogo     | C  | T  | C  | T  | C  | T  |    | T  | T  | C  | T  | T  | C  | T  | C  | T  | C  | T  | C  | T  | C  | T  | C  | T  | C  | T  | C  |    | C  | C  | T  | C  | T  | C  | T  | C  | T  | C  | T  | C  | T  | C  |
| Risultato | P  | P  | P  | N  | P  | N  |    | V  | P  | P  | P  | P  | V  | N  | V  | P  | V  | P  | N  | V  | V  | N  | P  | V  | P  | V  | P  |    | V  | N  | P  | P  | N  | V  | N  | N  | V  | N  | V  | P  | N  | V  |
| Posizione | 14 | 21 | 21 | 21 | 21 | 21 | 21 | 18 | 21 | 21 | 21 | 21 | 20 | 19 | 18 | 20 | 18 | 19 | 18 | 18 | 15 | 15 | 16 | 15 | 16 | 15 | 17 | 18 | 15 | 18 | 18 | 18 | 18 | 15 | 16 | 16 | 15 | 14 | 13 | 14 | 15 | 14 |

Legenda:

Luogo: C = Casa; T = Trasferta. Risultato: V = Vittoria; N = Pareggio; P = Sconfitta.

### Statistiche dei giocatori
| M. Allig     | 13 | 0  | 3 | 0 |
| O. Frey      | 29 | 1  | 0 | 0 |
| R. Graf      | 7  | 0  | 1 | 0 |
| R. Grimm     | 29 | 0  | 8 | 0 |
| K. Humm      | 25 | 0  | 4 | 0 |
| E. Hupp      | 24 | 2  | 0 | 0 |
| H. Jordan    | 12 | 6  | 0 | 0 |
| R. Kappes    | 16 | 2  | 1 | 0 |
| R. Lange     | 37 | 7  | 4 | 0 |
| F. Ludwig    | 35 | 3  | 4 | 0 |
| H. Luy       | 12 | 1  | 0 | 0 |
| P. Löhr      | 24 | 2  | 2 | 0 |
| K. Nathmann  | 35 | 2  | 1 | 0 |
| M. Neuwinger | 23 | 0  | 0 | 0 |
| W. Reuter    | 34 | 0  | 2 | 0 |
| G. Rohatsch  | 38 | 5  | 2 | 0 |
| N. Sauer     | 18 | 0  | 0 | 0 |
| H. Schauß    | 39 | 3  | 3 | 0 |
| E. Schmiedl  | 0  | 0  | 0 | 0 |
| G. Stetter   | 33 | 9  | 1 | 1 |
| M. Vetter    | 7  | 0  | 0 | 0 |
| K. Walter    | 26 | 11 | 1 | 0 |